# Балтийская (станция метро)
«Балти́йская» — станция Петербургского метрополитена. Расположена на Кировско-Выборгской линии, между станциями «Нарвская» и «Технологический институт».
Станция открыта 15 ноября 1955 года в составе первой очереди метрополитена «Автово» — «Площадь Восстания». Название получила из-за близости к Балтийскому вокзалу и топонимики окружающих улиц.
Объект культурного наследия регионального значения.

## Наземные сооружения
Павильон станции выполнен по проекту архитекторов М. К. Бенуа, А. И. Кубасова, Ф. Ф. Олейник, инженера С. М. Эпштейна и располагается на площади Балтийского вокзала.
Павильон пристроен непосредственно к восточному флигелю здания Балтийского вокзала и обращён шестиколонным портиком-лоджией к привокзальной площади.
Вокруг купола эскалаторного зала проходит кольцевой коридор, который сообщается с помещениями вокзала вентиляционными люками (доступ в коридор осуществляется со второго этажа).
Между колоннами портика наземного павильона, в нише за колоннадой над входными дверями располагаются пять барельефов выдающихся русских флотоводцев:
- Портрет адмирала Ф. Ф. Ушакова. Скульптор В. В. Исаева
- Портрет адмирала М. П. Лазарева. Скульптор А. А. Стрекавин
- Портрет адмирала В. А. Корнилова. Скульптор А. Н. Черницкий
- Портрет адмирала П. С. Нахимова. Скульптор Р. К. Таурит
- Портрет адмирала С. О. Макарова. Скульптор А. Г. Овсянников

Стену кассового зала украшают рельефы.
При спуске в эскалаторный зал мог находиться памятник Сталину на фоне картины «Крейсер „Аврора“».
В начале мая 2008 года прессой было сообщено о возникновении крупных трещин на фронтоне здания.
С 15 мая по 17 октября 2015 года проводился капитальный ремонт фасадов павильона станции.

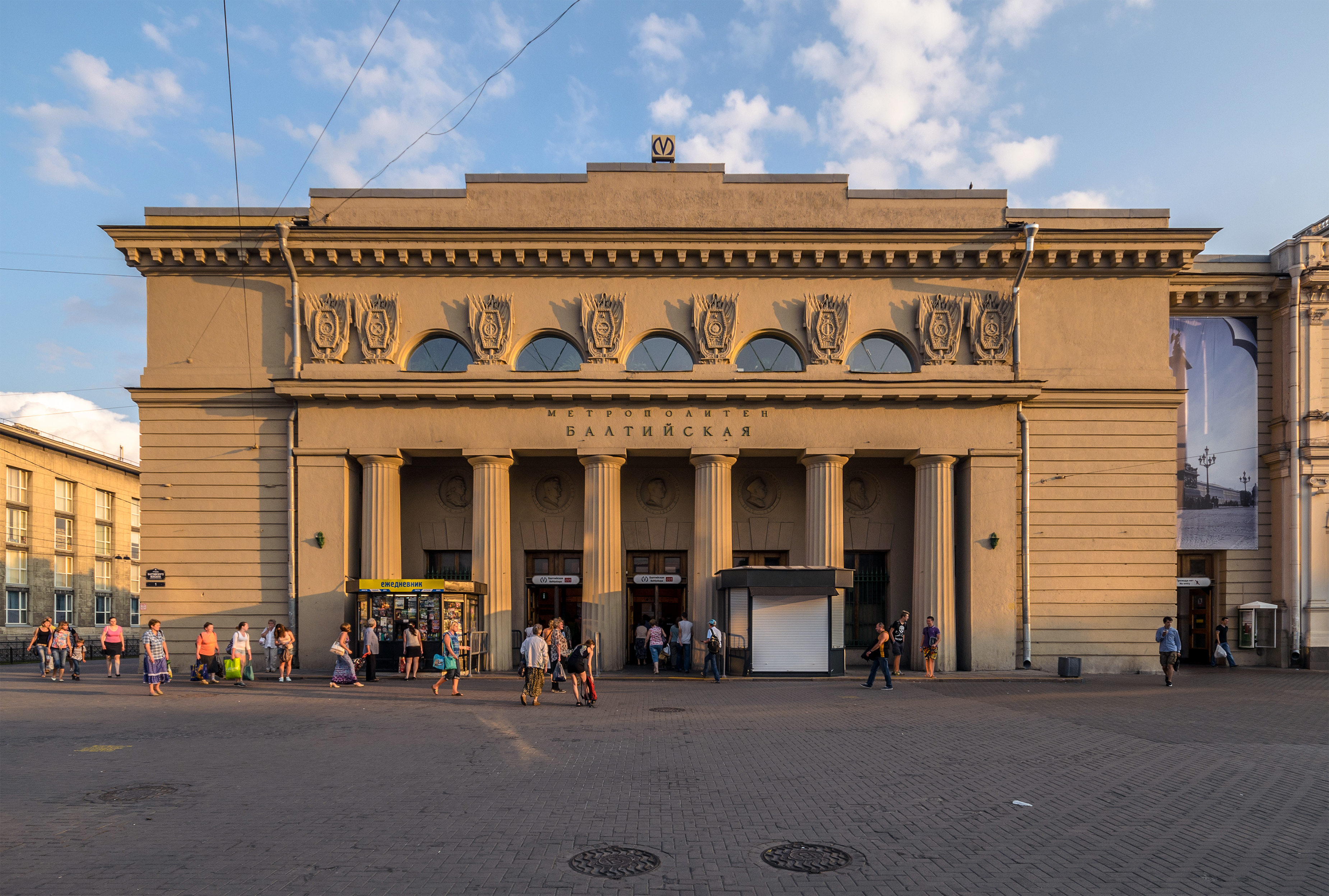
Павильон станции
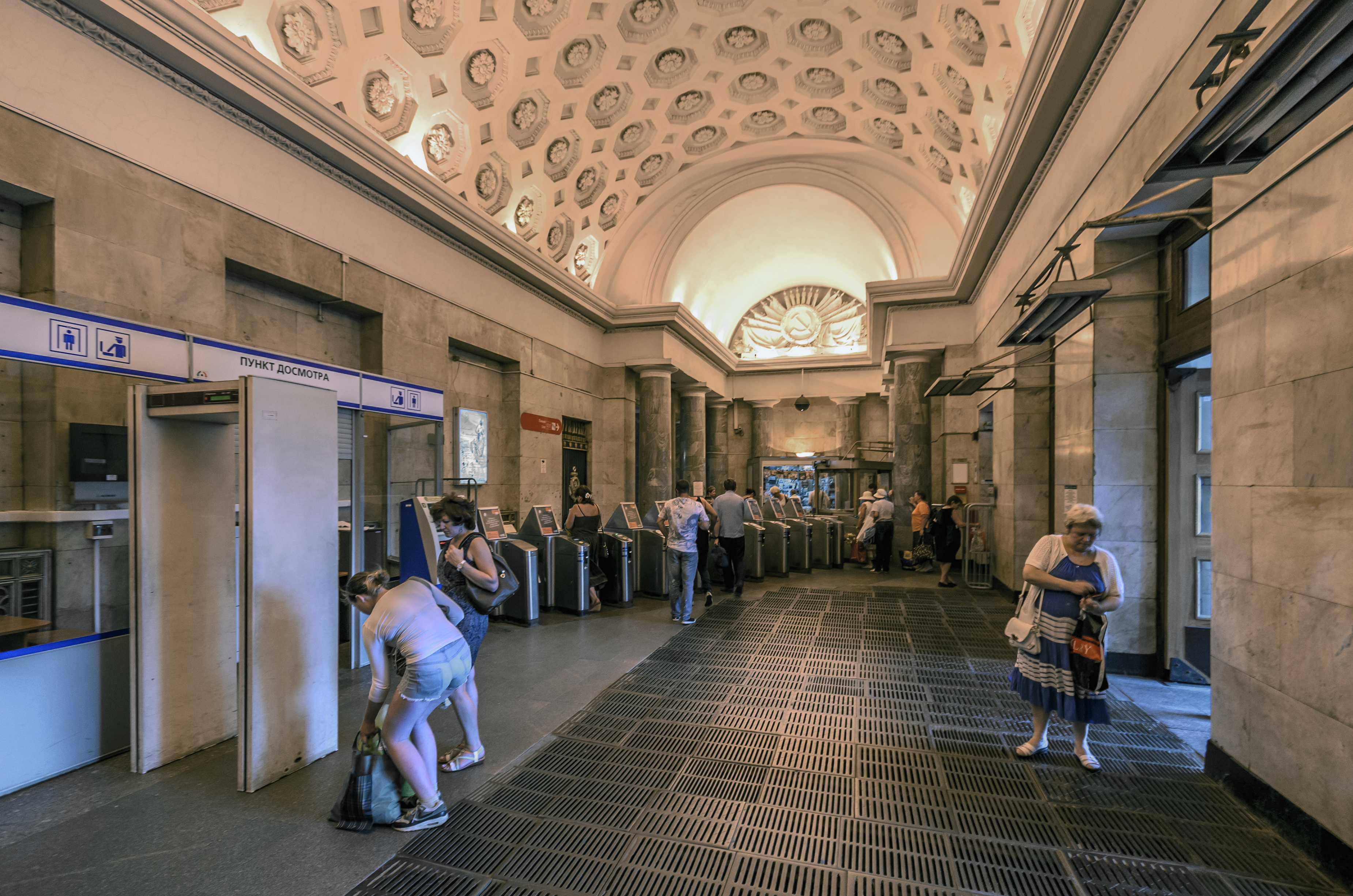
Кассовый зал
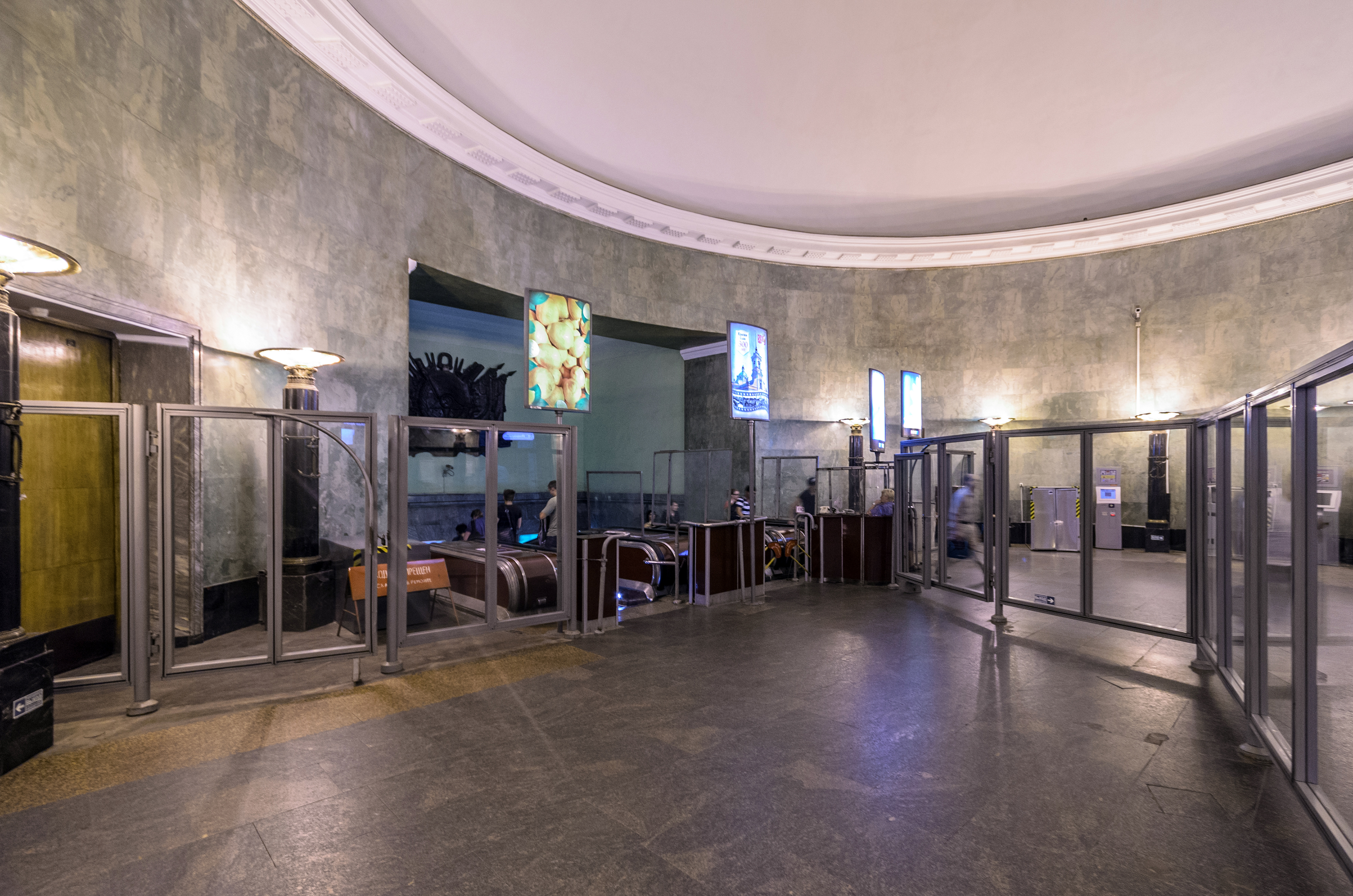
Эскалаторный зал

## Подземные сооружения

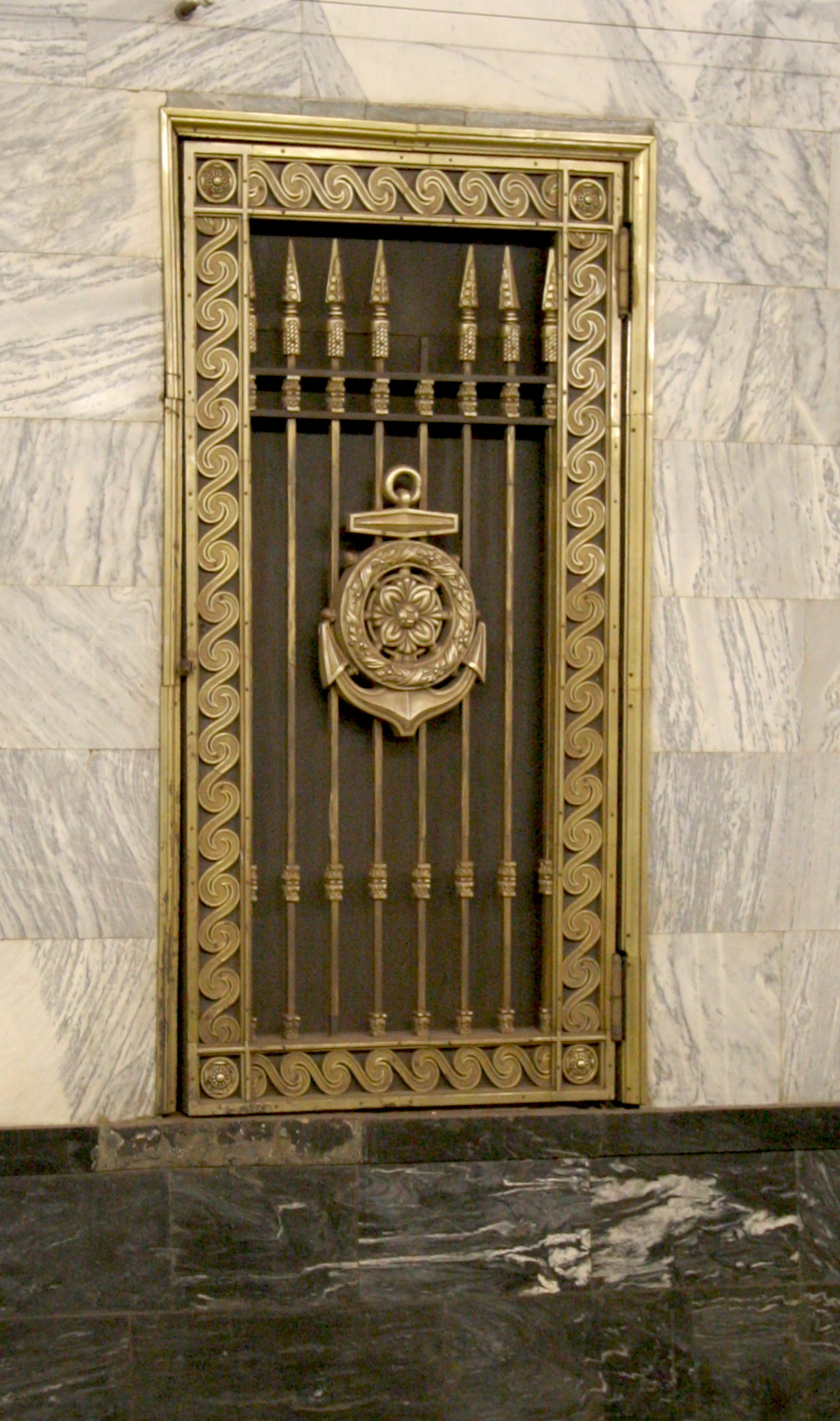
Дверь на путевой стене

«Балтийская» — колонная станция глубокого заложения (глубина ≈ 40 м). Подземный зал сооружён по проекту архитекторов М. К. Бенуа, А. И. Кубасова, Ф. Ф. Олейника, инженера С. М. Эпштейна.
Художественное оформление станции посвящено теме мощи и славы Советского Союза как великой морской державы.
Голубовато-серая облицовка уфалейским мрамором подземного зала станции напоминает о суровых водах Балтики. Опоры сводов декорированы полуколоннами. Ребристый свод потолка, окаймлённый двумя зигзагообразными голубыми лентами, ассоциируется со вздувшимся парусом. На дверях путевых стенах установлены декоративные решётки с изображениями якоря.
Торцевую стену центрального подземного зала украшает мозаика «1917 год», выполненная по эскизу художников Г. И. Рублёва и И. Г. Рублёва в технике флорентийской мозаики — рисунок набран из крупных кусков мрамора и цветных камней. На панно изображены революционные моряки Балтики, вместе с рабочими и солдатами идущие на штурм Зимнего дворца, на заднем плане — силуэт крейсера «Аврора». До открытия линии на панно хотели изобразить И. В. Сталина в окружении моряков-балтийцев, но этот проект был отменён. Кроме этого, архитекторы хотели поместить карту местности с целью показать на нём часть Балтийского моря у Ленинграда, что тоже не было осуществлено. При строительстве второго выхода в город панно, скорее всего, будет перенесено (подробнее ниже в разделе #Перспективы).
Наклонный ход (выход со станции), содержащий три эскалатора, расположен в южном торце станции.

## Капитальный ремонт путевых стен
В период с 20 ноября 2024 года по 29 января 2026 года на станции ведётся капитальный ремонт путевых стен.

## Перспективы
Генеральным планом развития Санкт-Петербурга предусматривается строительство второго выхода — к зданию бывшего Варшавского вокзала. Эти планы впервые появились в конце 1980-х годов. По данным на декабрь 2021 года, ОАО «Ленметрогипротранс» ведет проектирование второго выхода. Вестибюль будет располагаться в подземном переходе под Измайловским бульваром южнее перекрестка с набережной Обводного канала, лестничные спуски в переход сделают крытыми, а их «архитектурно-художественное решение выполнено в классическом и неоклассическом собирательном стиле».
Наклонный ход будет рассчитан на четыре эскалатора.
Проектом предусмотрено осевое примыкание к свободной торцевой части станции «Балтийская». Прорабатывается вариант переноса существующего мозаичного панно «1917 год» на торцевую стену подземного вестибюля над наклонным ходом.
Строительство планируется осуществить в 2028 году.

## Наземный транспорт

### Автобусные маршруты

#### Городские
| №     | Пересадки | Конечный пункт 1            | Конечный пункт 2             |
| ----- | --- | --------------------------- | ---------------------------- |
| 10    | Петроградская Спортивная Адмиралтейская                                                                        | Крестовский остров          | Балтийская Балтийский вокзал |
| 43    | — | Двинская улица              | Балтийская Балтийский вокзал |
| 65    | Площадь Восстания Маяковская Московский вокзал Лиговский проспект Обводный канал Фрунзенская Балтийский вокзал | Площадь Александра Невского | Двинская улица               |
| 67    | — | Путиловская набережная      | Балтийская Балтийский вокзал |
| 70 71 | Сенная площадь Садовая Спасская Технологический институт Балтийский вокзал                                     | Путиловская набережная      | Путиловская набережная       |
| 100   | Приморская Василеостровская                                                                                    | Наличная улица              | Балтийская Балтийский вокзал |
| 205   | - | Нарвская                    | Балтийская Балтийский вокзал |
| 286   | Звёздная Парк Победы                                                                                           | Московское шоссе, 33        | Балтийская Балтийский вокзал |

#### Пригородные
| №    | Пересадки                       | Конечный пункт 1             | Конечный пункт 2 |
| ---- | ------------------------------- | ---------------------------- | ---------------- |
| 833а | Нарвская Кировский завод Автово | Балтийская Балтийский вокзал | Калитино         |
| 844  | Аэропорт                        | Балтийская Балтийский вокзал | Луга             |
| 888  | Нарвская Кировский завод Автово | Балтийская Балтийский вокзал | Извара Волосово  |

### Троллейбусные маршруты
| № | Пересадки | Конечный пункт 1           | Конечный пункт 2             |
| - | --- | -------------------------- | ---------------------------- |
| 3 | Площадь Ленина Финляндский вокзал Владимирская Достоевская Пушкинская Звенигородская Витебский вокзал Технологический институт            | улица маршала Тухачевского | Балтийская Балтийский вокзал |
| 8 | Пискарёвка Площадь Ленина Финляндский вокзал Владимирская Достоевская Пушкинская Звенигородская Витебский вокзал Технологический институт | Ручьи                      | Балтийская Балтийский вокзал |

## В культуре
Станция «Балтийская» изображена на электронной транспортной карте «Подорожник» с прибывающим на неё новейшим поездом «Балтиец», выпущенной специально в день его запуска 12 ноября ограниченным тиражом в 5 тыс. штук.